# Dalen Hotel
Dalen Hotel je historická budova v norské obci Tokke (kraj Telemark). Nachází se na adrese Hotellvegen 33 ve vesnici Dalen. Autorem hotelu byl architekt z Porsgrunnu Haldor Børve. Romantická dřevostavba je ovlivněna švýcarskými horskými chatami i norským historizujícím slohem dragestil. Dvoupatrová budova je osově souměrná, má dvě křídla a dvojici věžiček nad průčelím.

## Historie
Ubytovací zařízení založili místní podnikatelé Hans Larsen, Lars Rød a Anton Hansen a bylo otevřeno v roce 1894. Luxusní hotel těžil z rostoucího turistického ruchu v oblasti po vybudování Telemarského průplavu. Hotel byl populární mezi aristokracií, navštívil ho Haakon VII., Oskar II. a Leopold II. Belgický. Za druhé světové války ho zabrali němečtí důstojníci, byl zdevastován a opuštěn. Místní zpěvák a kazatel Aage Samuelsen založil kampaň za záchranu památky a zasloužil se o to, že v roce 1992 byl opravený hotel znovu otevřen. Je jedním z mála zachovaných dřevěných hotelů devatenáctého století a jeho citlivá rekonstrukce získala cenu Europa Nostra.
Zachovaly se původní vitráže a nábytek, jen koupelny a toalety byly zmodernizovány. Pětihvězdičkový hotel má 49 pokojů a celková podlahová plocha je 4 500 m², patří k němu také luxusní restaurace Bandak.
Nedaleko vede Evropská silnice E134. Mezi hotelem a jezerem Bandak se nachází velká zahrada. Návštěvníci se mohou projet po jezeře na historické lodi MS Henrik Ibsen. Vzhledem k obtížnému vytápění je hotel v provozu pouze od dubna do října. Pro zachování dobové atmosféry nejsou na pokojích televizory.

## Galerie

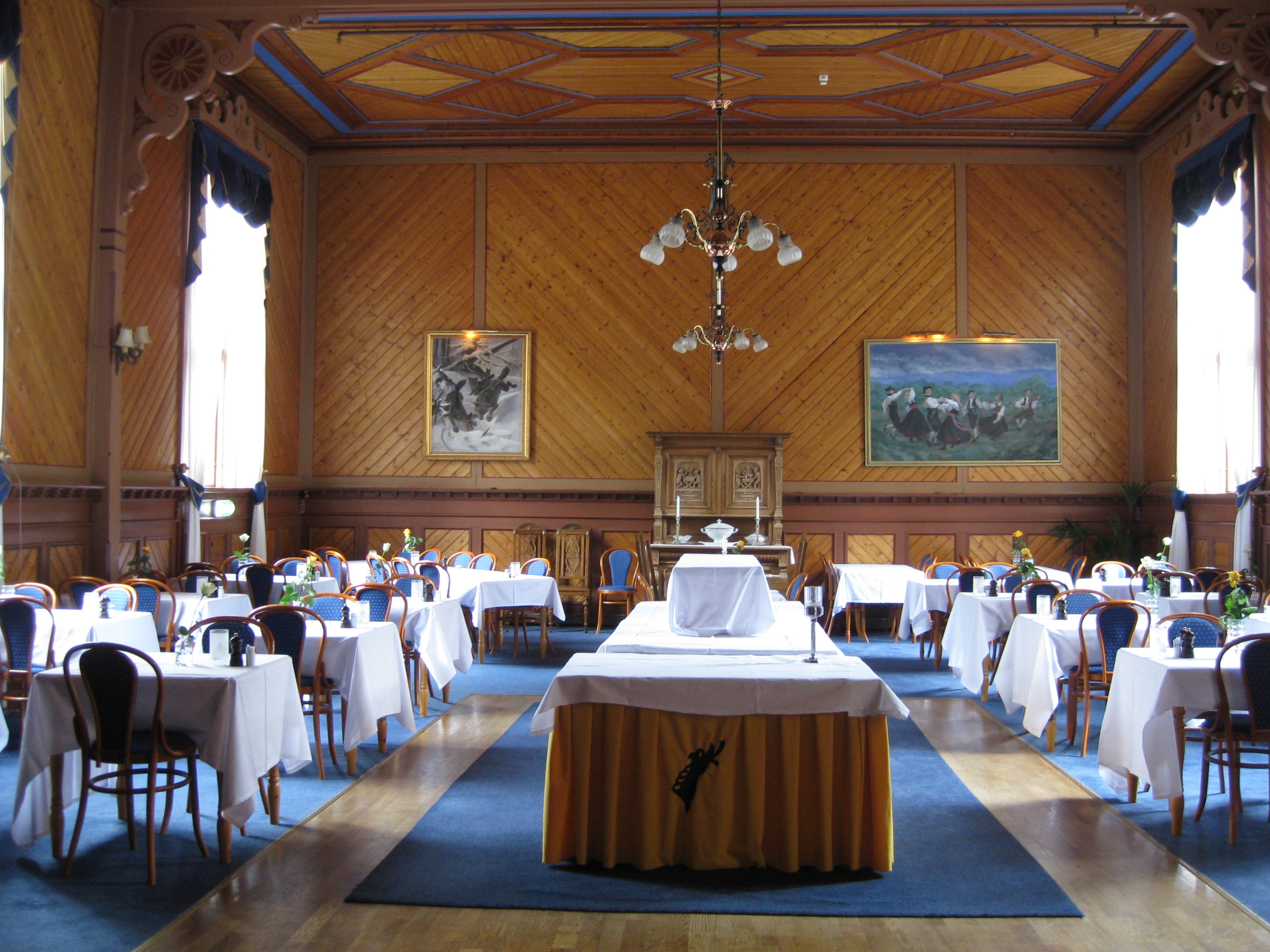
Hotelová restaurace
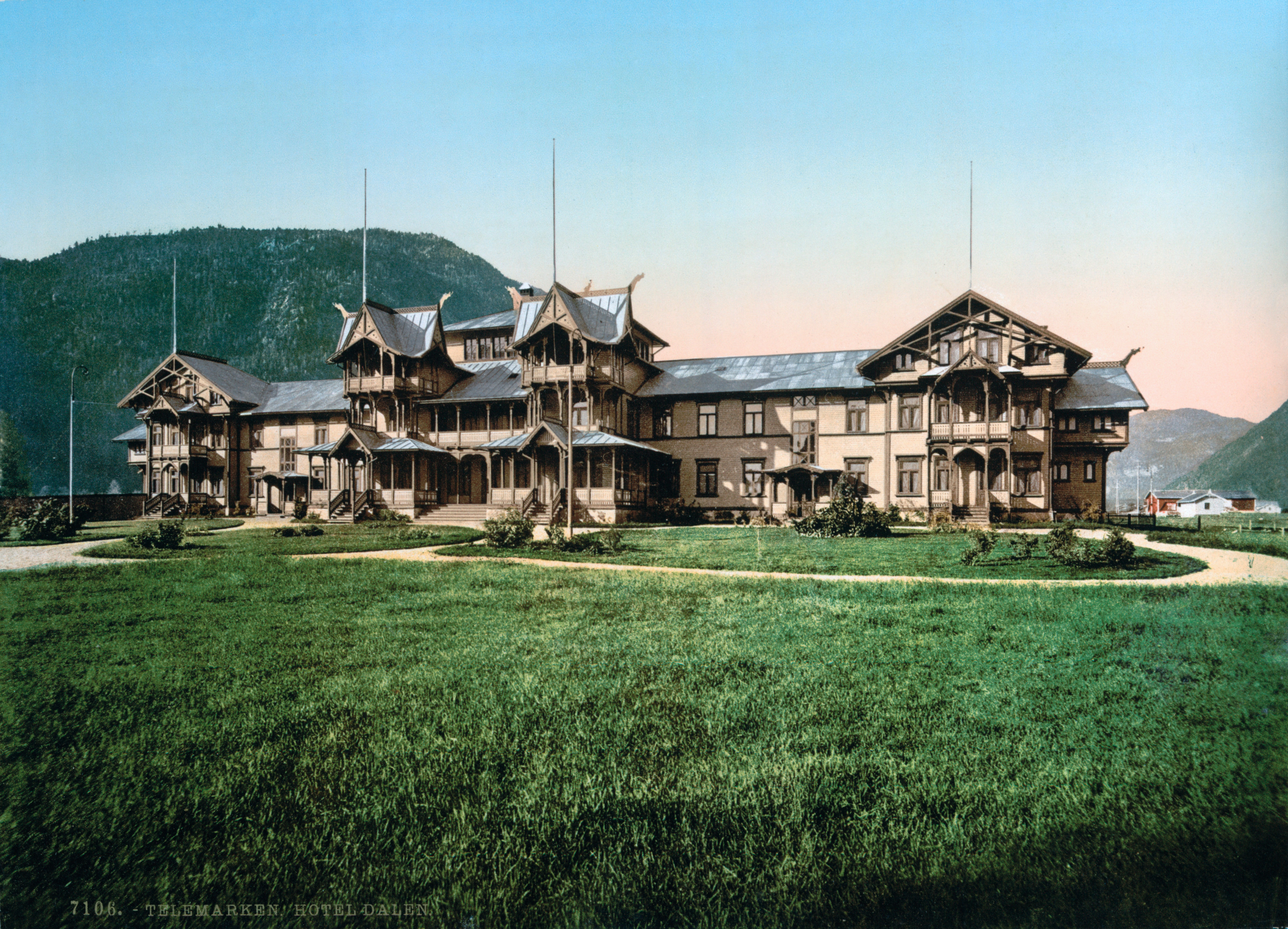
Pohled na hotel okolo roku 1900
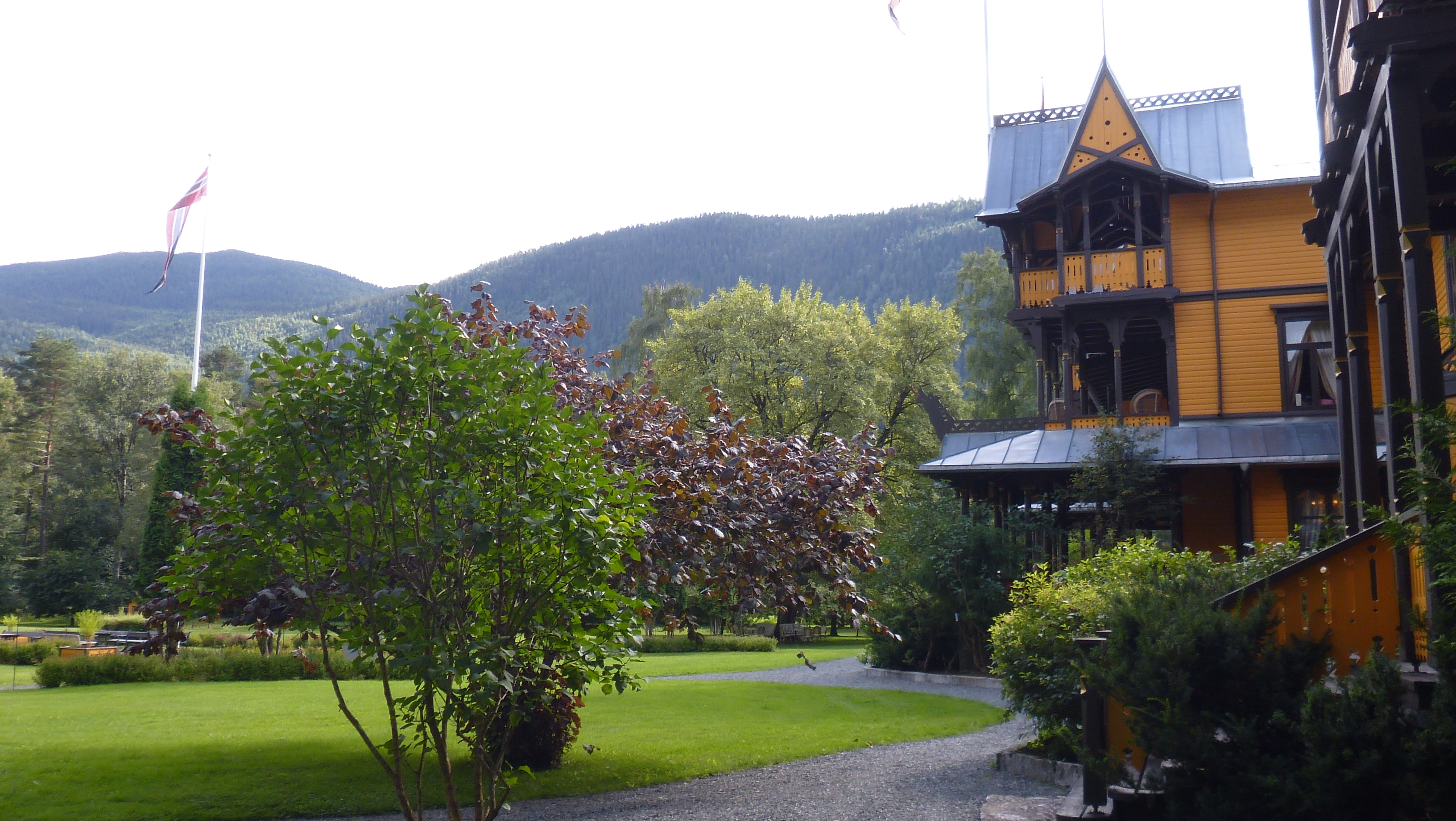
Zahrada hotelu